# Palestinská vlajka

Palestinská vlajka
Poměr stran: 1:2

Vlajka Palestiny je vlajkou nezávislého státu, uznaného pouze částečně. Území je částečně kontrolováno Izraelem.
Vlajka je tvořena listem o poměru stran 1:2,  který se skládá ze tří vodorovných pruhů v panarabských barvách: černého, bílého a zeleného, s červeným klínem u žerdi, jež dosahuje do třetiny délky listu.
Je to vlastně vlajka někdejšího Hidžázu, která se používala v letech 1920 až 1926. Černá barva je barvou Abbásovců, bílá Umajjovců, zelená Fatimovců, červená Hášimovců.

Rozměry palestinské vlajky
Vlajka palestinského prezidenta Poměr stran: 1:2

## Historie
Vlajka byla v roce 1962 úředně vztyčena na území Gazy, které vláda tehdejší Sjednocené arabské republiky prohlásila za součást arabské Palestiny. Do roku 1948 bylo pořadí pruhů palestinské vlajky obrácené (zelený, bílý, černý).